# 2000 (liczba)
2000 (dwa tysiące) – liczba naturalna następująca po 1999 i poprzedzająca 2001.

## W matematyce
- największa liczba, którą można wyrazić za pomocą tylko dwóch niezmodyfikowanych znaków cyfr rzymskich (MM).
- liczba Achillesa.
- najmniejszy czterocyfrowy numer eban.